# Marienkirche (Brüssel)

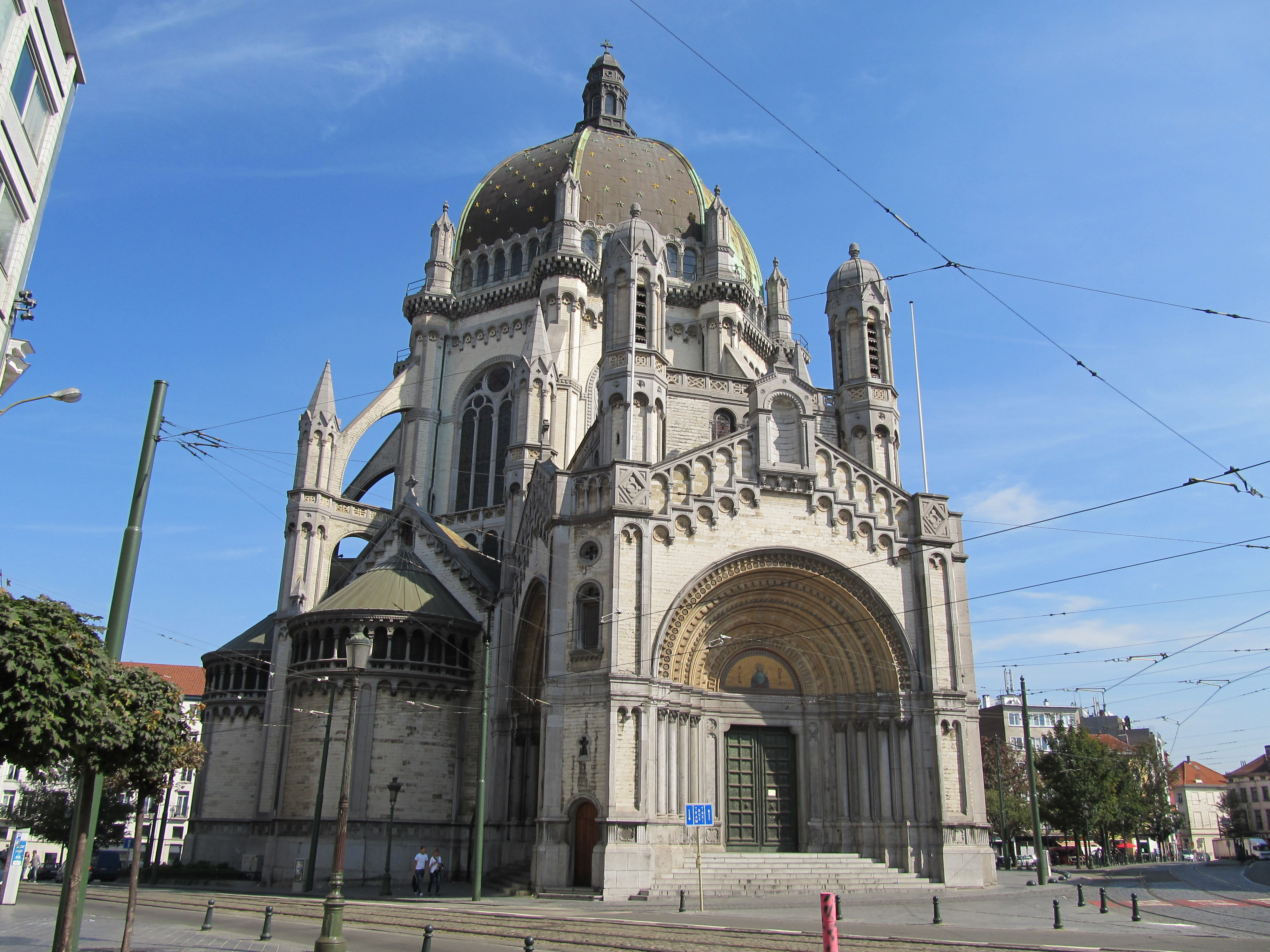
Marienkirche

Die Marienkirche (ndl. Koninklijke Sint-Mariakerk, frz. Église royale Sainte-Marie) ist eine römisch-katholische Pfarrkirche in der zweisprachigen Region Brüssel-Hauptstadt in Belgien und liegt in der Gemeinde Schaerbeek/Schaarbeek, am Ende der Koningsstraat/Rue Royale und am Place de la Reine/Koninginneplein.
Die Kirche im romanisch-byzantinischen Baustil wurde im Jahr 1853 eingeweiht und steht seit dem 9. November 1976 unter Denkmalschutz.

## Planung und Bau
Die heutige Pfarrgemeinde wurde im Jahr 1839 gegründet und schrieb einen Wettbewerb zur Erbauung einer Kirche aus, welchen der Architekt Louis Van Overstraeten (1818–1849) aus Gent am 16. September 1844 gewann. Als er am 26. Juli 1849 im Alter von 31 Jahren infolge einer Choleraepidemie starb, übernahm Gustave Hansotte (1827–1886) seine Aufgabe.
Der Plan sah einen Kirchenbau im romanisch-byzantinischen Stil mit einem zentralen achteckigen Grundriss vor, der von Seitenkapellen umgeben war. Das Ganze wurde mit Kuppelsäulen gekrönt. Das Gewicht der Kuppel wurde durch die Verwendung von Metall und leichten Beschichtungsmaterialien reduziert. Das Licht dringt durch einen Fenstergürtel auf der Höhe des Gesimses in den Kirchenraum ein. Van Overstraeten fügte auch Luftbögen hinzu, um die Struktur zu verstärken.

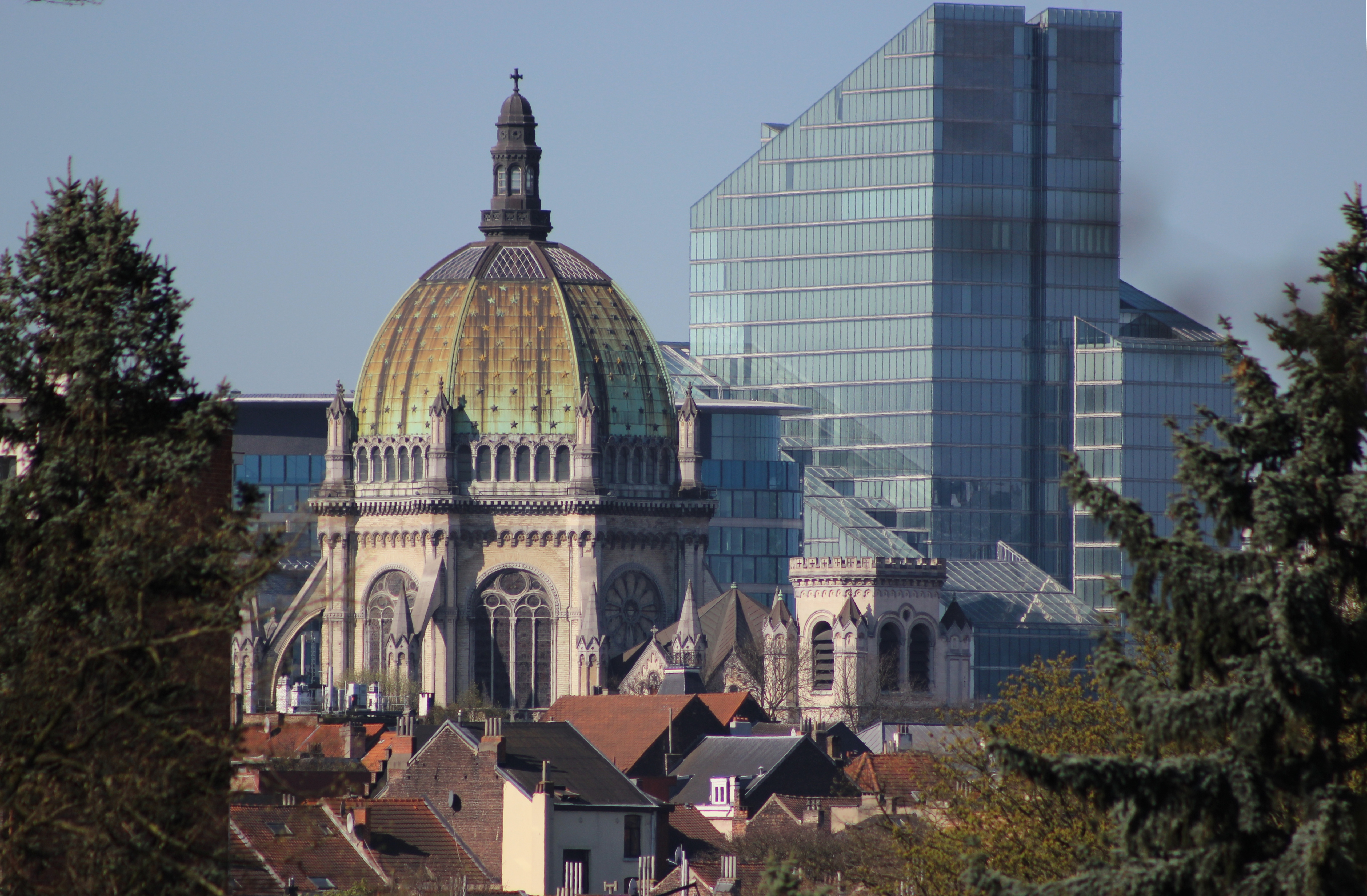
Blick vom Josaphatpark aus

## Geschichte
Am 15. August 1853 wurde die Kirche, obwohl der Bau noch nicht vollendet war – die Kuppel wird erst im Jahr 1880 vollendet –, eingeweiht und der drei Jahre zuvor verstorbenen Königin Louise Marie gewidmet. In der französischen bzw. niederländischen Sprache wird sie deshalb auch als royale bzw. koninklijk bezeichnet. Im Jahre 1966 wurde beschlossen, die Kirche aus Sicherheitsgründen zu schließen, Gottesdienste wurden von diesem Zeitpunkt an in der Krypta unter dem Chorraum gehalten. 1972 gründete sich ein gemeinnütziger Verein mit dem Zweck, den Kirchenbau zu erhalten. Ab dem Jahr 1982 wurden Restaurierungsarbeiten begonnen, die Kirche wurde im Jahr 1996 wiedereröffnet. Im Jahr 2003 wurde eine neue Heizung in Betrieb genommen.

## Ausstattung
Die Orgel wurde im Jahr 1907 durch den Brüsseler Orgelbauer Jean-Emile Kerkhoff (1859–1921) erbaut. Die Fenster stammen von dem Glasmaler Jean-Baptiste Capronnier. Der Hauptaltar stellt das Marienleben in vergoldetem Messing dar.

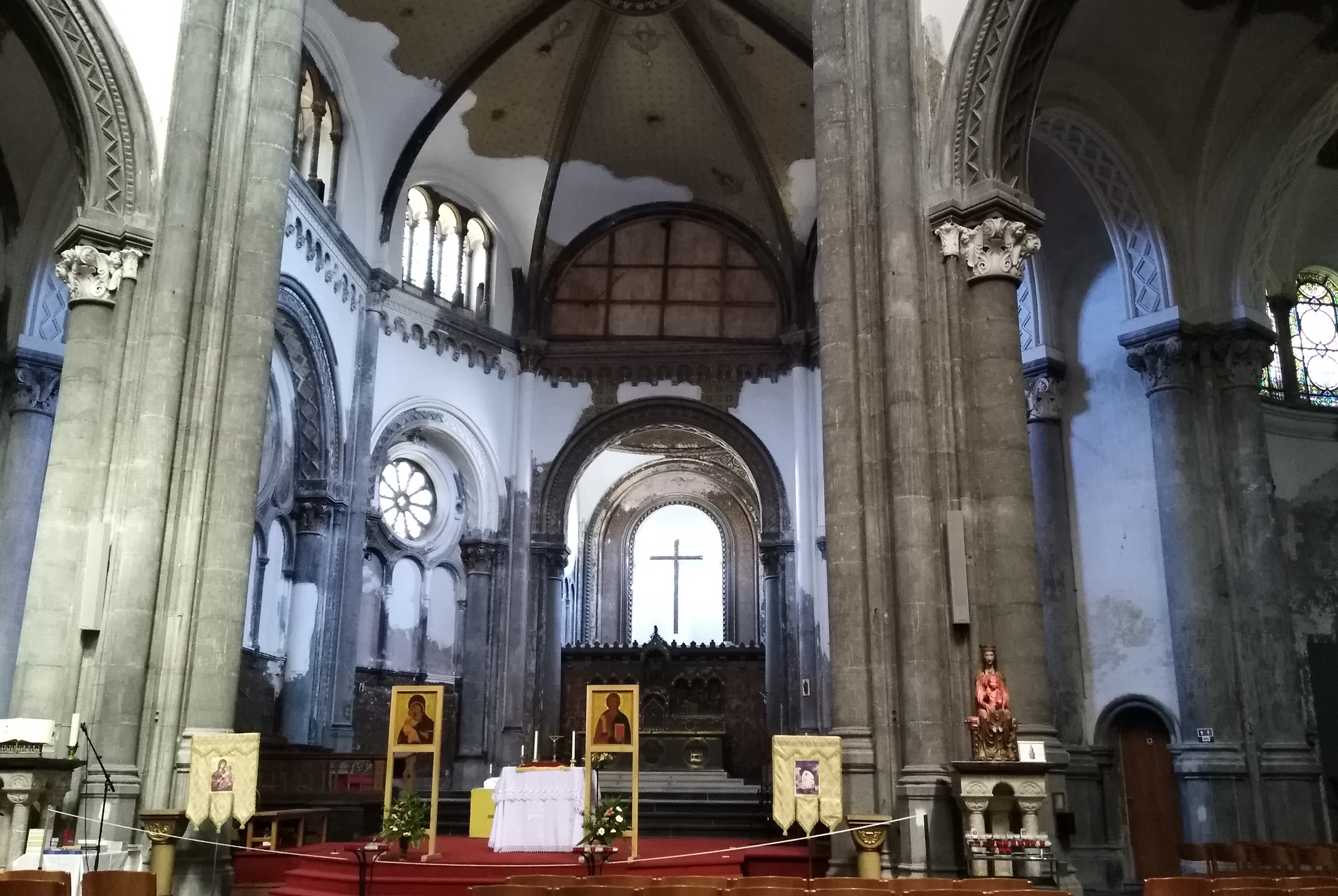
Blick in den Altarraum

## Besonderes
Am 1. Dezember 1924 fand hier die Totenmesse für den zwei Tage zuvor in Brüssel verstorbenen Komponisten Giacomo Puccini statt, im Jahr 1983 fand hier die Trauerfeier für die Brüsseler Chansonnière Simone Max (1903–1983) statt.